# ورزشگاه کریکت ایوبی
ورزشگاه کریکت ایوبی (انگلیسی: Ayoubi Cricket Stadium) یک زمین کریکت در کابل، افغانستان است.

## تاریخچه
این استادیوم میزبان چهار مسابقه درجه یک کریکت در مسابقات چهار روزه احمدشاه ابدالی ۲۰۱۹ بود که میزبان سه مسابقه برای تیم کریکت منطقه کابل بود، علاوه بر یک مسابقه بین منطقه بند امیر و منطقه میس عینک. این زمین به نام صاحب عقاب کابل (با نام مستعار منطقه کابل) عبداللطیف ایوبی نامگذاری شده است.